# غاري ريد (مجدف)
غاري ريد (بالإنجليزية: Gary Frances Reid)‏ هو مجدف نيوزيلندي، ولد في 31 أكتوبر 1960 في واكتاني ‏ في نيوزيلندا.

## وصلات خارجية
- غاري ريد على موقع الاتحاد الدولي للتجديف (الإنجليزية)
- غاري ريد على موقع اللجنة الأولمبية الدولية (الإنجليزية)
- غاري ريد على موقع أوليمبيديا (الإنجليزية)